# NIMEF

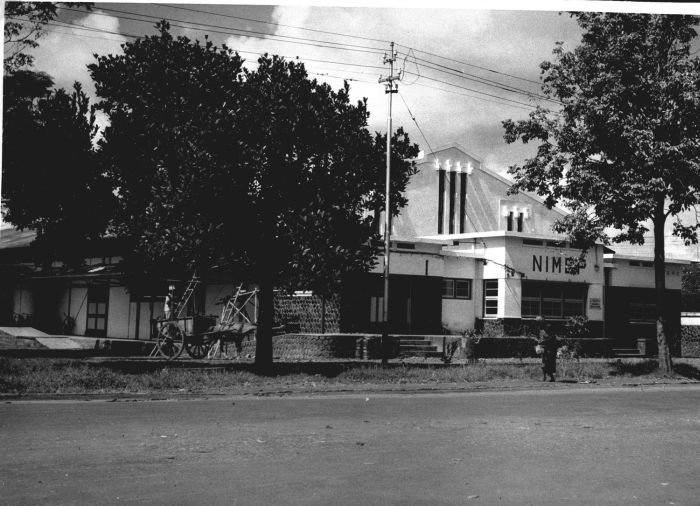
NIMEF kantoor in Bandung in de jaren 50.

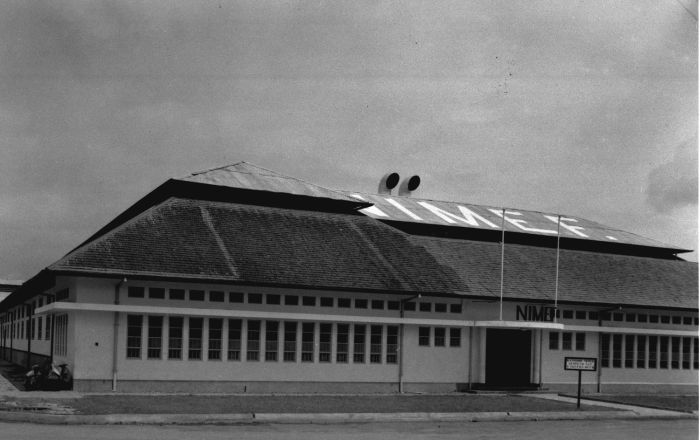
NIMEF fabriek in Jakarta.

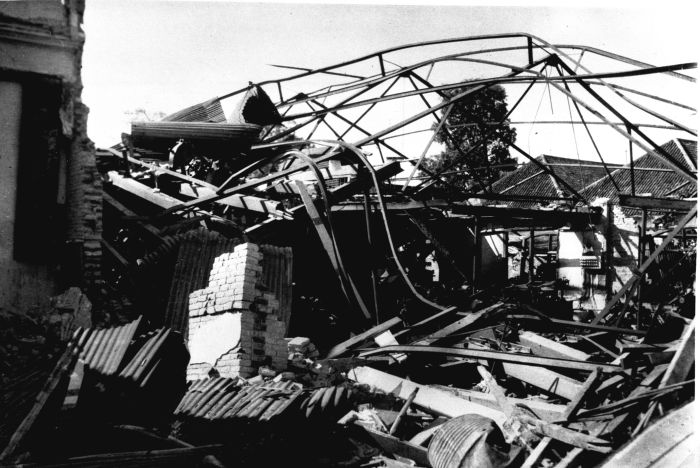
Verwoeste NIMEF-fabriek in Malang na de Tweede Wereldoorlog (augustus 1947).

NIMEF N.V. of Nederlandsch-Indische Metaalwaren Emballage Fabrieken was een industrieel bedrijf in het voormalige Nederlands-Indië. Het bedrijf had fabrieken en kantoren in onder andere Bandung, Malang en in Jakarta.